# متنزه لونغ بوينت الحكومي
متنزه لونج بوينت الحكومي (على بحيرة تشاوتاوكوا) تبلغ مساحته 360 أكر (1.5 كـم2) متنزه الولاية تقع في بلدة إليري، بالقرب من قرية مابل سبرينغز في مقاطعة تشاوتاوكوا، نيويورك. يقع المتنزه في شبه جزيرة قصيرة على الجانب الشرقي من البحيرة ويمكن الوصول إليها على طريق 430.

## تاريخ
تم تشكيل المتنزه من هديتين من العقارات السابقة على بحيرة تشاوتاوكوا. تم التبرع بالعقار الأول إلى ولاية نيويورك في عام 1956 من قبل السيد والسيدة. جون والسيدة. كانت مينتورن حفيدة حاكم الولاية السابق روبن إي فينتون. تم توسيع المتنزه بعد عدة سنوات بهدية الحوزة الصيفية لبينبريدج كولبي، وزير خارجية الولايات المتحدة السابق في عهد وودرو ويلسون.

## مرافق
توفر المتنزه شاطئًا ،ملعبًا ،طاولات نزهة، أجنحة ومسارًا طبيعيًا ودشات ،صيد الأسماك ومقطورة للقوارب مع محطة ضخ بحرية والتزلج الريفي على الثلج، التزلج على الجليد.

## روابط خارجية
- متنزهات ولاية نيويورك: متنزه لونج بوينت الحكومية على بحيرة تشاوتاوكوا